# Водно-ледниковые отложения

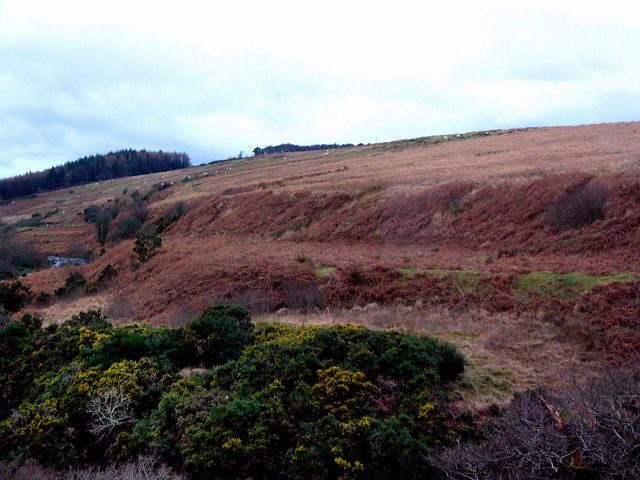
Флювиогляциальные террасы

Водно-ледниковые (флювиогляциальные, гляциофлювиальные) отложения (f)  — генетический тип ледниковых отложений, связанные с таянием отступающих или наступающих ледников. Представлены преимущественно песками и крупно-обломочными грунтами,  в составе преобладает кварц.  Не содержат растительных остатков. Значительной мощности флювиогляциальные отложения достигают в районах древних озёрных бассейнов. 
Водно-ледниковые отложения выделяются под донными моренами, над ними и за внешней границей таящего ледника. Некоторые исследователи к флювиогляциальным относят озёрно-ледниковые отложения.
Подразделяются на зафронтальные, фронтальные и предфронтальные.  Зафронтальные флювиогляциальные отложения формируются в теле ледника. С флювиогляциальными отложениями очень редко (по сравнению с аллювиальными) связаны россыпи.

## Формы рельефа
Флювиогляциальные осадки, переносимые талыми водами ледника  у его основания образуют песчаные поля — зандры, высохшие долины и террасы. Формируемые флювиогляциальным  отложениями ландшафты зависят от состава и генезиса доледникового рельефа.
- Озовые отложения — связаны только с деятельностью потоков талых ледниковых вод
- Камовые отложения — сформированы потоками талых ледниковых вод и вод, скопившихся в теле ледника[13]